# OR4C11
OR4C11 (англ. Olfactory receptor family 4 subfamily C member 11) – білок, який кодується однойменним геном, розташованим у людей на короткому плечі 11-ї хромосоми. Довжина поліпептидного ланцюга білка становить 310 амінокислот, а молекулярна маса — 35 003.
| 10         |  | 20         |  | 30         |  | 40         |  | 50         |
| ---------- |  | ---------- |  | ---------- |  | ---------- |  | ---------- |
| MQQNNSVPEF |  | ILLGLTQDPL |  | RQKIVFVIFL |  | IFYMGTVVGN |  | MLIIVTIKSS |
| RTLGSPMYFF |  | LFYLSFADSC |  | FSTSTAPRLI |  | VDALSEKKII |  | TYNECMTQVF |
| ALHLFGCMEI |  | FVLILMAVDR |  | YVAICKPLRY |  | PTIMSQQVCI |  | ILIVLAWIGS |
| LIHSTAQIIL |  | ALRLPFCGPY |  | LIDHYCCDLQ |  | PLLKLACMDT |  | YMINLLLVSN |
| SGAICSSSFM |  | ILIISYIVIL |  | HSLRNHSAKG |  | KKKALSACTS |  | HIIVVILFFG |
| PCIFIYTRPP |  | TTFPMDKMVA |  | VFYTIGTPFL |  | NPLIYTLRNA |  | EVKNAMRKLW |
| HGKIISENKG |  |            |  |            |  |            |  |            |

A: Аланін

C: Цистеїн

D: Аспарагінова кислота

E: Глутамінова кислота

F: Фенілаланін

G: Гліцин

H: Гістидин

I: Ізолейцин

K: Лізин

L: Лейцин

M: Метіонін

N: Аспарагін

P: Пролін

Q: Глутамін

R: Аргінін

S: Серин

T: Треонін

V: Валін

W: Триптофан

Кодований геном білок за функціями належить до рецепторів, g-білокспряжених рецепторів, білків внутрішньоклітинного сигналінгу. 
Локалізований у клітинній мембрані, мембрані.